# Peter Pan and the Pirates (игра)
Peter Pan and the Pirates (другое название — Peter Pan and the Pirates: The Revenge of Captain Hook; с англ. — «Питер Пэн и пираты») — видеоигра в жанре платформер, разработанная компанией Equilibrium и изданная THQ для игровой платформы NES в 1991 году. Повествует о приключениях Питера Пэна, героя произведений шотландского писателя Джеймса Барри, и основывается на мультсериале «Питер Пэн и пираты».
В дальнейшем была издана версия для PC. Графически она не отличалась от консольной версии.

## Сюжет
Злодей Капитан Крюк, собрав большое войско из пиратов, решил подчинить себе Нетландию. Приплыв туда, он приказал своим людям захватить и разграбить остров. Однако господство Крюка продолжалось недолго — вскоре он встретился с давним врагом, Питером Пэном, и вызвал его на дуэль. От исхода их сражения зависит судьба Нетландии.
Но прежде чем сразиться со злодеем, Питер должен освободить остров от пиратов. В этом ему помогают феи Динь-Дилинь и Пикси.

## Геймплей
Игра представляет собой платформер с элементами RPG. В игре представлено десять основных (лес, корабль Капитана Крюка) и несколько бонусных уровней, выполненных с использованием двухмерной графики и бокового скроллинга. При их разработке были использованы сцены из оригинального мультсериала. На основных уровнях расположены враги, препятствия и полезные предметы.
Герой игры обладает способностью к полёту, которая доступна в течение ограниченного времени. Он вооружён мечом, с помощью которого можно уничтожать противников.
Враги в игре — пираты, приспешники Капитана Крюка, вооружённые мечами. Некоторые из них имеют при себе пистолеты.
Полезные предметы в основном увеличивают здоровье персонажа (сундуки с сокровищами) и пополняют «силы» для полётов (волшебная пыль). Также в некоторых местах уровней находятся так называемые Power Up'ы.

## Оценки

Кадр из игры для версии NES

Игра встретила достаточно прохладные оценки критиков. Например, веб-сайт GameCola.net оценил игру в 5 баллов из 10, назвав её «довольно качественным сайд-скроллером» и положительно охарактеризовав графическое оформление и управление. Вместе с тем были отмечены некачественное звуковое сопровождение и невысокая сложность.
Информационный сайт HonestGamers выделил среди недостатков версии неудобное управление и игровую физику (которая была названа «самым большим недостатком игры»). В частности, как отмечают рецензенты, во время прыжков и полётов персонажа вероятность попадания в какую-либо ловушку очень велика, а «после того как герой преодолевает препятствие, нельзя сказать, что он может оказаться в безопасном месте».
Также недовольство критиков вызвало присутствие большого количества внутриигрового насилия. В особенности отмечалось, что персонаж уничтожает врагов не посредством прыжка сверху, удара или выстрела из какого-либо «оружия», как в большинстве платформеров, а с помощью меча. При этом добавляется, что у героя нет каких-либо спецприёмов для уничтожения врагов, как в играх с акцентом на битвах и сражениях, а противники обладают невысоким АI.
Кроме того, было указано, что игра очень короткая, однообразная и несложная, что не соответствует ожиданиям игроков, а дизайн локаций и звуковое сопровождение находятся на низком уровне.
Веб-сайты GameFAQs и GameSpot поставили игре оценки 4,2 и 5,1 баллов соответственно. Недостатками игры также были названы звуковое и графическое оформление (а именно, спрайты и дизайн уровней), физика и управление, а также низкий интеллект врагов.